# スティーヴ・ダルコウスキー
スティーヴン・ルイス・ダルコウスキー（Steven Louis Dalkowski, 1939年6月3日 - 2020年4月19日 ）は、アメリカ合衆国 コネチカット州ニューブリテン出身の元プロ野球選手（投手）。

## 経歴
ポーランド系移民の家庭に生まれる。1950年代後半から60年代中ごろにかけてマイナーリーグで投げたサウスポーで、制球難と故障のためメジャーリーグに昇格することはなかったが、しばしば「史上最も速い球を投げた投手」としてその名が挙げられる。（詳細は後節）その速球によって「白い稲妻」 (White Lightning) の異名を取った。
ダルコウスキーはまた、その不安定な投球内容と極度の荒れ球で知られており、現役時代・引退後を通じてアルコール依存症と暴力沙汰にまみれた生涯を送った。引退後はアルコール依存症に苦しみながら貧困のうちに各地を転々とし、長らくほとんど誰にも消息を知られることがなかった。1990年代になってようやく消息が発見されたが、すでに認知症を発症しており、1960年代中ごろ以降に自分の身に起こったことを思い出すのは困難となっていた。
脚本家で映画監督のロン・シェルトンは、マイナーリーグで一時期ダルコウスキーとともにプレーしたことがあった。シェルトンが監督した1988年の映画「さよならゲーム」 (Bull Durham) には、ティム・ロビンス演じる“ニューク”・ラルーシュという若い投手が登場するが、このラルーシュのモデルとなったのがダルコウスキーである。

## 選手としての経歴
ダルコウスキーはコネチカット州ニューブリテンに生まれ、ニューブリテン高校時代に野球を始めた。高校時代にはフットボールもプレーし、同校のクォーターバックとして1955年・56年度の地区優勝に輝いている。しかし最も才能を発揮したのは野球においてであり、このころダルコウスキーが記録した1試合24奪三振のコネチカット州記録は、未だに破られていない。
1957年に高校を卒業したのち、4,000ドルの契約金でボルチモア・オリオールズと契約。キングスポートを本拠地とする、オリオールズ傘下クラスDマイナーチームで選手生活を開始した。以降、一度もメジャーに昇格することはなく、9年間のマイナーリーガー生活中に9つの異なるリーグでプレーすることとなる。オリオールズの本拠地だったメモリアル・スタジアムで投げたのは一度きりで、1959年のエキシビジョンゲームでのことだった。このときは相手打者から三振を奪っている。
ダルコウスキーの持ち味は、その並外れた球速である。身長はそれほど高くないが、肩幅が広く、肩周りの筋肉が驚異的に発達していた。彼の速球は打者を畏怖させるに十分だった。しかし致命的なまでに制球が悪く、自滅することも度々だった。1試合でアウトの数よりも四球が多いこともしばしばだった。オリオールズの外野手ポール・ブレアはダルコウスキーを評して、「私が見たなかで一番の剛球を投げる投手。だが一番の荒れ球投手でもある」と述べ、テッド・ウィリアムズは、「速過ぎるにもほどがあるぞ」と冗談めかして苦情を言っていた。「投球が見えなかった。二度と対戦したくない」と驚異的な球速と極度の制球の悪さに恐怖心を抱いていたともいう。カリフォルニアリーグでプレーした1960年には、170イニングスを投げて262奪三振を記録しているが、一方で262個の四球も出した。これは、9イニングスあたり13.81奪三振、同じく13.81与四球という数字である（メジャーリーグにおける9イニングスあたり奪三振数のシーズン記録は、2001年にランディ・ジョンソンが記録した13.41）。投手は一般に、平均して9イニングスあたり4個以上の四球を出すと「荒れ球」であると言われる。しかし、ダルコウスキーの球速は魅力であり、制球が改善されたならば、誰にも手のつけられない投手になると思われたため、オリオールズは彼を解雇せずチャンスを与え続けた。
1957年8月31日、ダルコウスキーはキングスポートでの対ブルーフィールド戦で24個の三振を奪ったが、8対4で負け投手となった。この試合で18個の四球、4個の死球、6個の暴投を記録した。この年、62イニングスを投げて121奪三振（9イニングスあたり18奪三振）の数字をたたき出すも、129個の四球と39個の暴投を記録し、結果的に1勝しかできなかった。
1960年代に入り、アール・ウィーヴァー監督のもと、ダルコウスキーのピッチングは改善の兆しを見せる。当時ウィーヴァーは、ニューヨーク州エルマイラを本拠地とするオリオールズ傘下ダブルAチームの監督だった。ウィーヴァーはここですべての選手にIQテストを受けさせ、その結果ダルコウスキーのIQが75（この数値は知的障害認定のボーダーライン）であることが判明した。ダルコウスキーが度々乱調に陥ることの原因の一端は彼の知能にあると考えたウィーヴァーは、ダルコウスキーに対する指示をなるべく単純なものにすることを決めた。ウィーヴァーの指示は、「速球とスライダーだけを投げろ。ボールはただプレートの真ん中を狙って低目に投げればいい」というものだった。これによってダルコウスキーは、ストライクを投げることだけに集中できるようになった。ダルコウスキーの球速ならストライクゾーンに入ればそうそう打てるものではないとの判断によるものだった。ウィーヴァーの指導によって、1962年はダルコウスキーにとってベストシーズンとなった。この年、最後の57イニングスの成績は110奪三振、11与四球、防御率0.11というものだった。
1963年、前年の好成績を見込まれてメジャーリーグの春季キャンプへの参加が許可される。チーム首脳は、春季キャンプの終わりにはダルコウスキーをメジャーに昇格させたいと考えていた。しかし、3月23日、対ヤンキース戦でリリーフとして登板した際に左肘を故障してしまう。多くの証言によると、フィル・リンツにスライダーを投じた際、左肘で何かが弾けるのを感じ、重い肉離れを起してしまったとされる。ただし、ジム・バウトンがバントしたのを処理して一塁に送球した際の故障とする証言もある。いずれにしろ、この故障によってダルコウスキーは1963年シーズンの残りを棒に振り、彼の腕は二度と元通りになることはなかった。
1964年に復帰した際、ダルコウスキーの球速は90マイル（145キロ）にまで落ちていた。シーズン半ばにはオリオールズから放出され、その後の2シーズンはピッツバーグ・パイレーツとロサンゼルス・エンゼルスのマイナーチームで過ごした。しかし故障が完全に回復することはなく、1966年に引退した。マイナーリーグでの9年間の通算成績は、995イニングスを投げて46勝80敗、防御率5.59、1,396奪三振、1,354与四球というものだった。

### どれくらい速かったのか
ダルコウスキーの球速に対する評価は数多く残されているが、スピードガンに代表されるスピード測定器が使用されていなかった時代でもあり、証言による推測の域を出ない。115マイル（185キロ）というにわかに信じがたい証言もあるが、多くの証言は、100マイル（161キロ）以上、おそらく100から105マイル（161から168キロ）の間ぐらいは出ていたという意見で一致している。ESPN内で、カル・リプケン・シニアは115マイル（約185km/h）を出していたと見積もっている。またテッド・ウィリアムスは引退後の自伝で自分が見た最速投手としてダルコウスキーの名を挙げている。
1958年にダルコウスキーは軍施設のアバディーン性能試験場で、レーダー機器による球速測定を受けた。これがダルコウスキーの球速に関して残されている、唯一の数値上の証拠である。このときの測定値は93.5マイル（150キロ）というものだった。これはプロ野球選手の球速としては、決して抜きん出たものではない。ただし、この日ダルコウスキーは計測前にすでに1試合を投げており、さらに、計測機器が正確な測定値を示すようになるまで40分間投げ続けた後に出た数値がこれだった。また、計測にあたってはピッチャーズマウンドも使えなかった。
ギネスブックによれば、現在の球速世界記録は105.1マイル（169.1キロ）で、これは2018年にアロルディス・チャップマンによって記録された。一方、『野球年鑑』 (The Baseball Almanac) によれば、マーク・ウォーラーズが1995年の春季キャンプで103マイル（165.8キロ）をたたき出したとされている。100マイル以上の速球を投げられる投手は、いつの時代でも極めて稀であることは確かである。
ダルコウスキーはその球速と荒れ球によって、対戦する打者にとっての脅威となったことは確かである。エルマイラ時代にダルコウスキーの球を受けた捕手アンディー・エチェバレンは、彼の速球を「光線」 (light) と表現し、「捕球はしやすかった」と述べている。エチェバレンによれば、ダルコウスキーの荒れ球は高めに浮くことが多かったが、ときどき低目に入ってきた。「ダルコウスキーが膝の高さに来そうな速球を投げる。あとはただ、ボールがバッターの目の前を通り過ぎるのを黙って見てればいい。彼の球はそんな感じだった」とエチェバレンは証言している。
彼の驚異的な速球は多くの伝説を生んだ。ある伝説によれば、あるときダルコウスキーの投球によって相手打者の耳の一部が引きちぎられてしまい、このことが原因となってダルコウスキーは神経質になり、ますます荒れ球になったのだとされている。またある伝説によれば、1960年にストックトンで彼の投球が球審のマスクを直撃。マスクは3箇所で破損し、球審は18フィート（5.5メートル）後方に吹き飛ばされた。結局この球審は脳震盪で病院へと運ばれ、3日間入院したという。こんな逸話も残されている。あるとき、ダルコウスキーはチームメイトのハーマン・スターレットと、投球によって壁を突き破れるかどうかの賭けをした。ウォームアップののち、15フィート（4.6メートル）の距離から木製の外野フェンスに向かって投げられたダルコウスキーの初球は、見事にフェンスを突き抜け、ダルコウスキーはスターレットから5ドルをせしめた。この他にも、遠投でフェンスオーバーの440フィート（134メートル）を記録したという話が伝えられている。
制球の悪さに関しては「2イニングで120球を費やして降板させられた」「1安打完投ながら8対9で敗れた」「木製のフェンスにストライクゾーンを描いて投げさせたところ、いくつもの穴が開いたがゾーン内はきれいなものだった」といった逸話が存在する。

### 引退後
1965年、ダルコウスキーは教師をしていた女性とベイカーズフィールドで結婚した。しかし2年後には離婚。その後は定収入を得られる職につけないまま、各地を点々としている。選手時代よりすでにアルコール依存症であったダルコウスキーだが、引退後はさらに悪化し、酒乱がもとで逮捕されることも度々だった。1974年から1992年にかけては全米プロ野球選手会より定期的に援助を受け、アルコール依存症からのリハビリも試みていた。しかし、職を得て断酒を続けられるのは数ヶ月が限度で、またすぐに酒に溺れてしまうため、ついには選手会からの援助も打ち切られた。
ダルコウスキーは家族との連絡も途絶えがちで、また本人の記憶もその多くが失われてしまったため、1960年代以降の彼の足取りはほとんど知られていない。1980年代には健康状態悪化により働けなくなり、カリフォルニアの小さなアパートにほとんど無一文の状態で暮らしていたという。同時期にはアルコール依存症がもとで認知症も発症していたとされる。このころ、ダルコウスキーはモーテルで働くある女性と再婚し、1993年にはオクラホマシティに移り住んでいる。1994年にこの女性が脳動脈瘤で死去したのちは、1960年にストックトンでチームメイトだったフランク・ズーポ（ダルコウスキーの球を受けた捕手の一人）とダルコウスキーの親族によって、生まれ故郷のニューブリテンに移され、ウォールナットヒル・ケアセンターで治療を受けた。
ケアセンターに移されたダルコウスキーだったが、すでに健康状態の悪化が進行しており、もう寿命は長くないと思われていた。しかしその後、順調な回復をみせ、アルコール依存症時代のさまざまな影響に苦しみながらも、最近ではしらふの状態を保っているという。すでに1964年以降のことをほとんど思い出せなくなってはいるが、現在でも野球場に足を運び、家族とともに時間をすごしているという。2003年9月8日にはオリオールズ対マリナーズ戦の始球式に登場し、リリーフピッチャーのバディー・グルームに対し1球を投じた。
2020年4月19日、2019新型コロナウイルスによる持病悪化のため死去。80歳没。

## 詳細情報

### 年度別成績
| 年度          | 球団           | リーグ                   | クラス | 試合数 | 投球回 | 安打 | 四球  | 三振  | 勝 | 敗  | 防御率 |
| 1957          | キングスポート | アパラチアン             | D      | 15     | 62     | 22   | 129*  | 121   | 1  | 8   | 8.13   |
| 1958          | ノックスヴィル | サウス・アトランティック | A      | 11     | 42     | 17   | 95    | 82    | 1  | 4   | 7.93   |
|               | ウィルソン     | カロライナ               | B      | 8      | 14     | 7    | 38    | 29    | 0  | 1   | 12.21  |
|               | アバディーン   | ノーザン                 | C      | 11     | 62     | 29   | 112   | 121   | 3  | 5   | 6.39   |
| 1959          | アバディーン   | ノーザン                 | C      | 12     | 59     | 30   | 110   | 99    | 4  | 3   | 5.64   |
|               | ペンサコーラ   | アラバマ・フロリダ       | D      | 7      | 25     | 11   | 80    | 43    | 0  | 4   | 12.96  |
| 1960          | ストックトン   | カリフォルニア           | C      | 32     | 170    | 105  | 262*  | 262   | 7  | 15* | 5.14   |
| 1961          | ケネウィック   | ノースウェスト           | B      | 31     | 103    | 75   | 196*  | 150   | 3  | 12  | 8.39   |
| 1962          | エルマイラ     | イースタン               | A      | 31     | 160    | 117  | 114   | 192   | 7  | 10  | 3.04   |
| 1963          | エルマイラ     | イースタン               | AA     | 13     | 29     | 20   | 26    | 28    | 2  | 2   | 2.79   |
|               | ロチェスター   | インターナショナル       | AAA    | 12     | 12     | 7    | 14    | 8     | 0  | 2   | 6.00   |
| 1964          | エルマイラ     | イースタン               | AA     | 8      | 15     | 17   | 19    | 16    | 0  | 1   | 6.00   |
|               | ストックトン   | カリフォルニア           | A      | 20     | 108    | 91   | 62    | 141   | 8  | 4   | 2.83   |
|               | コロンバス     | インターナショナル       | AAA    | 3      | 12     | 15   | 11    | 9     | 2  | 1   | 8.25   |
| 1965          | ケネウィック   | ノースウェスト           | A      | 16     | 84     | 84   | 52    | 62    | 6  | 5   | 5.14   |
|               | サンノゼ       | カリフォルニア           | A      | 6      | 38     | 35   | 34    | 33    | 2  | 3   | 4.74   |
| 通算          |                |                          |        | 236    | 995    | 682  | 1,354 | 1,396 | 46 | 80  | 5.59   |
| *はリーグ最多 |                |                          |        |        |        |      |       |       |    |     |        |

## 参考資料

### オンライン
- Steve Dalkowski Page - ウェイバックマシン（2001年11月20日アーカイブ分）
- Sports Hollywood, "Celebrating the Worst in Athletics"
- No Crying in Baseball
- The Sporting News, "Minor League Legends"
- Sports Illustrated, "Where Are They Now?"
- Slate: Why can't anyone throw a baseball faster than 100mph?

### 文献
- Pat Jordan, The Suitors of Spring, 1973 (ISBN 0396067115).
- Ken Brooks, That Last Rebel Yell, 1986 (ISBN 0961644702).
- John Eisenberg, From 33rd Street to Camden Yards: An Oral History of the Baltimore Orioles, 2001 (ISBN 0809224860).

### 私信
- Kit Krieger, "Posting on SABR-L mailing list from 2002", used with permission （詳しくは英語版のノートを参照）.
- Dick Beverage, "Secretary-Treasurer for the Association of Professional Ballplayers of America".